# Nikola Mirković
Nikola Mirković (in serbo Никола Мирковић?; Kruševac, 26 luglio 1991) è un calciatore serbo, portiere del Čukarički.

## Carriera
L'8 luglio 2017 viene acquistato a titolo definitivo dalla squadra greca dell'Atromītos, con cui firma un contratto biennale con scadenza il 30 giugno 2019.